# Moniliophthora perniciosa
Moniliophthora perniciosa är en svampart som först beskrevs av Stahel, och fick sitt nu gällande namn av Aime & Phillips-Mora 2006. Moniliophthora perniciosa ingår i släktet Moniliophthora och familjen Marasmiaceae.   Inga underarter finns listade i Catalogue of Life.

## Källor

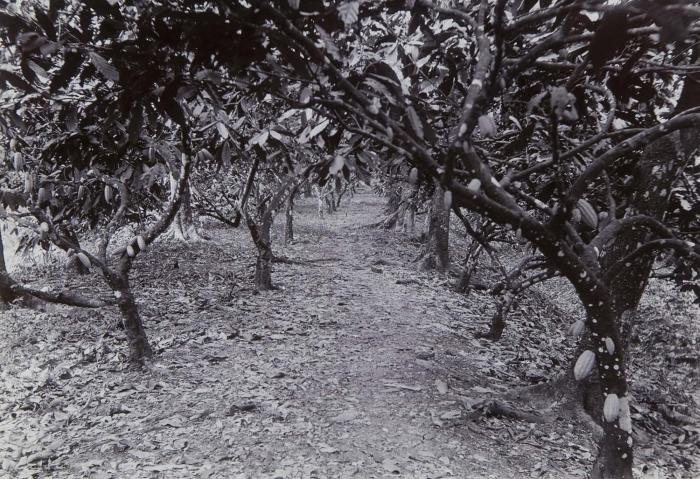